# Maxime Crépeau
Maxime Crépeau (Longueuil, 5 novembre 1994) è un calciatore canadese, portiere del Portland Timbers e della nazionale canadese.

## Carriera

### Club

#### Montreal Impact e prestito all'Ottawa Fury
Crépeau cresce nell'Academy dell'Impact de Montréal dove entra nel 2010. Dopo tre stagioni con l'U21 firma un contratto con la prima squadra, divenendo il quarto giocatore delle giovanili a firmare un contratto professionistico. Visto il ruolo di terzo portiere non riesce però a esordire in incontri ufficiali. Il 5 gennaio 2015 Crépeau svolge un provino in Germania con il Fortuna Düsseldorf, per dieci giorni di allenamento, al termine dei quali torna all'Impact. Un'esperienza che Crépeau ripete l'anno successivo con il Bologna.
Dopo esser stato convocato come secondo portiere per la finale della CONCACAF Champions League 2014-2015, entra a far parte della rosa del FC Montréal, la squadra riserve dell'Impact che disputa la USL Pro, facendo il suo debutto da professionista contro i Rochester Rhinos il 2 maggio 2015. Crépeau gioca per due stagioni nel FC Montréal prima che questi cessino la loro attività.
Nel 2017 viene promosso come secondo portiere della prima squadra, alle spalle di Evan Bush.
Il 22 gennaio 2018 viene girato in prestito all’Ottawa Fury.

#### Vancouver Whitecaps, Los Angeles FC e Portland Timbers
Il 10 dicembre 2018 passa a titolo definitivo ai Vancouver Whitecaps.
Il 20 gennaio 2022, il portiere canadese viene ingaggiato dal Los Angeles FC; Impiegato come titolare nell'arco della stagione, il Crépeau subisce un grave infortunio nella finale MLS Cup, vinta contro il Philadelphia Union, fratturandosi la gamba destra. Durante la prima stagione ha collezionato 38 presenze in cui ha subito 43 reti. 
Il 25 luglio 2023 torna in campo con la squadra riserve, giocando contro il Tacoma Defiance da cui subisce una rete. Durante la stagione 2023, ha collezionato 13 presenze e subito 11 reti.
Il 17 gennaio 2024 viene acquistato dal Portland Timbers.

### Nazionale
Il 6 febbraio 2016 fa il suo esordio in nazionale maggiore nell'amichevole persa 1-0 contro gli Stati Uniti.

## Statistiche

### Presenze e reti nei club
| Stagione                   | Squadra                    | Campionato                 | Campionato | Campionato | Coppe nazionali | Coppe nazionali | Coppe nazionali | Coppe continentali | Coppe continentali | Coppe continentali | Altre coppe | Altre coppe | Altre coppe | Totale | Totale |
| Stagione                   | Squadra                    | Comp                       | Pres       | Reti       | Comp            | Pres            | Reti            | Comp               | Pres               | Reti               | Comp        | Pres        | Reti        | Pres   | Reti   |
| -------------------------- | -------------------------- | -------------------------- | ---------- | ---------- | --------------- | --------------- | --------------- | ------------------ | ------------------ | ------------------ | ----------- | ----------- | ----------- | ------ | ------ |
| 2015                       | FC Montréal                | USL                        | 11         | -13        |                 | -               | -               |                    | -                  | -                  |             | -           | -           | 11     | -13    |
| 2016                       | FC Montréal                | USL                        | 19         | -41        |                 | -               | -               |                    | -                  | -                  |             | -           | -           | 19     | -41    |
| 2017                       | Montréal Impact            | MLS                        | 3          | -8         | CC              | 4               | -7              |                    | -                  | -                  |             | -           | -           | 7      | -15    |
| 2018                       | Ottawa Fury                | USL                        | 31         | -31        | CC              | 4               | -4              |                    | -                  | -                  |             | -           | -           | 35     | -35    |
| 2019                       | Vancouver Whitecaps        | MLS                        | 26         | -46        | CC              | 2               | -2              |                    | -                  | -                  |             | -           | -           | 28     | -48    |
| 2020                       | Vancouver Whitecaps        | MLS                        | 4          | -10        | CC              | -               | -               |                    | -                  | -                  |             | -           | -           | 4      | -10    |
| 2021                       | Vancouver Whitecaps        | MLS                        | 28         | -34        | CC              | 1               | -4              |                    | -                  | -                  |             | -           | -           | 29     | -38    |
| Totale Vancouver Whitecaps | Totale Vancouver Whitecaps | Totale Vancouver Whitecaps | 58         | -90        |                 | 3               | -6              |                    | -                  | -                  |             | -           | -           | 61     | -96    |
| 2022                       | Los Angeles FC             | MLS                        | 33 + 3     | -36 + -4   | USOC            | 2               | -3              |                    | -                  | -                  |             | -           | -           | 38     | -43    |
| 2023                       | Los Angeles FC             | MLS                        | 7 + 5      | -7 + -4    | USOC            | -               | -               |                    | -                  | -                  | LC+CC       | 0+1         | 0           | 13     | -11    |
| Totale Los Angeles FC      | Totale Los Angeles FC      | Totale Los Angeles FC      | 48         | -51        |                 | 2               | -3              |                    | -                  | -                  |             | 1           | 0           | 51     | -54    |
| 2024                       | Portland Timbers           | MLS                        | 3          | -4         | USOC            | -               | -               |                    | -                  | -                  | LC          | -           | -           | 3      | -4     |
| Totale carriera            | Totale carriera            | Totale carriera            | 173        | -248       |                 | 13              | -20             |                    | -                  | -                  |             | 1           | 0           | 187    | -268   |

### Cronologia presenze e reti in nazionale
| Cronologia completa delle presenze e delle reti in nazionale ― Canada | Cronologia completa delle presenze e delle reti in nazionale ― Canada | Cronologia completa delle presenze e delle reti in nazionale ― Canada | Cronologia completa delle presenze e delle reti in nazionale ― Canada | Cronologia completa delle presenze e delle reti in nazionale ― Canada | Cronologia completa delle presenze e delle reti in nazionale ― Canada | Cronologia completa delle presenze e delle reti in nazionale ― Canada | Cronologia completa delle presenze e delle reti in nazionale ― Canada |
| Data                                                                  | Città                                                                 | In casa                                                               | Risultato                                                             | Ospiti                                                                | Competizione                                                          | Reti                                                                  | Note                                                                  |
| --------------------------------------------------------------------- | --------------------------------------------------------------------- | --------------------------------------------------------------------- | --------------------------------------------------------------------- | --------------------------------------------------------------------- | --------------------------------------------------------------------- | --------------------------------------------------------------------- | --------------------------------------------------------------------- |
| 6-2-2016                                                              | Panama                                                                | Stati Uniti                                                           | 1 – 0                                                                 | Canada                                                                | Amichevole                                                            | -1                                                                    |                                                                       |
| 7-7-2017                                                              | Harrison                                                              | Guyana francese                                                       | 2 – 4                                                                 | Canada                                                                | Gold Cup 2017 - 1º turno                                              | -2                                                                    | 64’                                                                   |
| 8-1-2020                                                              | Irvine                                                                | Canada                                                                | 4 – 1                                                                 | Barbados                                                              | Amichevole                                                            | -1                                                                    |                                                                       |
| 11-1-2020                                                             | Irvine                                                                | Barbados                                                              | 1 – 4                                                                 | Canada                                                                | Amichevole                                                            | -1                                                                    |                                                                       |
| 15-1-2020                                                             | Irvine                                                                | Canada                                                                | 0 – 1                                                                 | Islanda                                                               | Amichevole                                                            | -1                                                                    |                                                                       |
| 29-3-2021                                                             | Bradenton                                                             | Isole Cayman                                                          | 0 – 11                                                                | Canada                                                                | Qual. Mondiali 2022                                                   | -                                                                     |                                                                       |
| 11-7-2021                                                             | Kansas City                                                           | Canada                                                                | 4 – 1                                                                 | Martinica                                                             | Gold Cup 2021 - 1º turno                                              | -1                                                                    |                                                                       |
| 15-7-2021                                                             | Kansas City                                                           | Haiti                                                                 | 1 – 4                                                                 | Canada                                                                | Gold Cup 2021 - 1º turno                                              | -1                                                                    |                                                                       |
| 18-7-2021                                                             | Kansas City                                                           | Stati Uniti                                                           | 1 – 0                                                                 | Canada                                                                | Gold Cup 2021 - 1º turno                                              | -1                                                                    |                                                                       |
| 24-7-2021                                                             | Arlington                                                             | Costa Rica                                                            | 0 – 2                                                                 | Canada                                                                | Gold Cup 2021 - Quarti di finale                                      | -                                                                     |                                                                       |
| 29-7-2021                                                             | Houston                                                               | Messico                                                               | 2 – 1                                                                 | Canada                                                                | Gold Cup 2021 - Semifinale                                            | -2                                                                    | 90+12’                                                                |
| 7-10-2021                                                             | Città del Messico                                                     | Messico                                                               | 1 – 1                                                                 | Canada                                                                | Qual. Mondiali 2022                                                   | -1                                                                    |                                                                       |
| 10-10-2021                                                            | Kingston                                                              | Giamaica                                                              | 0 – 0                                                                 | Canada                                                                | Qual. Mondiali 2022                                                   | -                                                                     |                                                                       |
| 13-10-2021                                                            | Toronto                                                               | Canada                                                                | 4 – 1                                                                 | Panama                                                                | Qual. Mondiali 2022                                                   | -1                                                                    |                                                                       |
| 30-3-2022                                                             | Panama                                                                | Panama                                                                | 1 – 0                                                                 | Canada                                                                | Qual. Mondiali 2022                                                   | -1                                                                    |                                                                       |
| 23-3-2024                                                             | Frisco                                                                | Canada                                                                | 2 – 0                                                                 | Trinidad e Tobago                                                     | CONCACAF Nations League 2023-2024 - Play-off                          | -                                                                     |                                                                       |
| 9-6-2024                                                              | Bordeaux                                                              | Francia                                                               | 0 – 0                                                                 | Canada                                                                | Amichevole                                                            | -                                                                     |                                                                       |
| 20-6-2024                                                             | Atlanta                                                               | Argentina                                                             | 2 – 0                                                                 | Canada                                                                | Coppa America 2024 - 1º turno                                         | -2                                                                    |                                                                       |
| 25-6-2024                                                             | Kansas City                                                           | Perù                                                                  | 0 – 1                                                                 | Canada                                                                | Coppa America 2024 - 1º turno                                         | -                                                                     |                                                                       |
| 29-6-2024                                                             | Orlando                                                               | Canada                                                                | 0 – 0                                                                 | Cile                                                                  | Coppa America 2024 - 1º turno                                         | -                                                                     |                                                                       |
| 5-7-2024                                                              | Arlington                                                             | Venezuela                                                             | 1 – 1 (3 – 4 dtr)                                                     | Canada                                                                | Coppa America 2024 - Quarti di finale                                 | -1                                                                    |                                                                       |
| 9-7-2024                                                              | East Rutherford                                                       | Argentina                                                             | 2 – 0                                                                 | Canada                                                                | Coppa America 2024 - Semifinale                                       | -2                                                                    |                                                                       |
| 7-9-2024                                                              | Kansas City                                                           | Stati Uniti                                                           | 1 – 2                                                                 | Canada                                                                | Amichevole                                                            | -1                                                                    |                                                                       |
| 15-10-2024                                                            | Toronto                                                               | Canada                                                                | 2 – 1                                                                 | Panama                                                                | Amichevole                                                            | -                                                                     |                                                                       |
| 7-6-2025                                                              | Toronto                                                               | Canada                                                                | 4 – 2                                                                 | Ucraina                                                               | Amichevole                                                            | -2                                                                    |                                                                       |
| 24-6-2025                                                             | Houston                                                               | Canada                                                                | 2 – 0                                                                 | El Salvador                                                           | Gold Cup 2025 - 1º turno                                              | -                                                                     |                                                                       |
| Totale                                                                |                                                                       | Presenze                                                              | 26                                                                    |                                                                       | Reti                                                                  | -22                                                                   |                                                                       |

## Palmarès

### Competizioni nazionali
- Canadian Championship: 2

Montreal Impact: 2013, 2014
- MLS Supporters' Shield: 1

Los Angeles FC: 2022
- Campionato MLS: 1

Los Angeles FC: 2022